# Mesalina pasteuri
Mesalina pasteuri (Месаліна Пастера) — вид ящірок родини Справжні ящірки (Lacertidae).

## Етимологія
Вид названий у честь французького герпетолога Жоржа Пастера.

## Поширення
Цей вид зустрічається у Марокко, Алжирі, Малі, Нігері і Єгипті.